# Ukrasni grašak
Ukrasni grašak (Lathyrus odoratus) je skrivenosemenica iz roda Lathyrus u porodici Fabaceae, poreklom sa Sicilije, Krita i Južne Italije.
Može narasti u visinu od 1-2 m. Cvetovi ukrasnog graška, zavisno od gajenja, imaju opojni slatki miris. Kultivisanjem se uzgajaju vrste većih cvetova, ali nažalost one nemaju tako opojni miris kao vrste manjih cvetova. Cvetovi su u proseku veličine 2-3,5 cm. Postoje nijanse bele, roze, ljubičaste i crvene boje.

## Gajenje
U Evropi se ukrasni grašak gaji od XVII veka. Postao je popularan u XIX veku, posebno kao rezano cveće zahvaljujući škotskom odgajivaču Henriju Ekfordu, koji je ukrštanjem razvio brojne kultivare mirisnog graška. Pri tome je on zadržao originalni miris cvetova, koji su postali veći i u raznim bojama.
Seme je srednje veličine, okruglo. Može se sejati od zime do proleća na dubini od 1 cm. Tokom zime setva je u stakleniku, a nakon klijanja potrebno je držati klice na svetlom i hladnom mestu. Kada zemljište napolju počne da se zagreva mogu se posaditi na stalno mesto na razmaku od 25-30 cm. U toku proleća seme je moguće posaditi na stalno mesto napolju s'tim da treba obratiti pažnju da se zemljište ne isuši. Nakon razvoja prvog ili drugog para listova potrebno je zakinuti vrh da bi se aktivirali bočni pupoljci i time dobilo više izdanaka, a samim tim i više cvetova. Sortama koje su penjačice treba obezbediti potporu. Ona može biti od pruća ili bilo kog sličnog materijala. Cveta tokom celog leta, a period i intenzitet cvetanja se mogu produžiti redovnim uklanjanjem precvetalih cvetova. Ovim postupkom se sprečava trošenje energije biljke na stvaranje semena već se ona usmerava na stvaranje novih cvetova.

## Štetočine i bolesti
Mnoštvo  štetočina i bolesti može uništiti  usev ukrasnog graška, ukoliko se ne preduzmu određene mere za zaštitu biljaka. Ovo su neke od bolesti i štetočina:
- Polen buba jede polen i izobličava cveće
- Vaši - vrlo česte biljne štetočine, kod ukrasnog graška mogu izazvati slabljenje rasta biljke
- Plesan - beli praškasti premaz koji pokriva lišće i usporavanje njegov rast
- Mozaik virus - prenosi je  lisna vaš, izaziva žutoću listova, izvrće nove izdanke i sprečava cvetanje
- Slepilo - fiziološki problem koji može zaustaviti rast biljke. Zaražene biljke koje prethodno izgledaju zdravo počinju da se skupljaju i izdanci prestaju da rastu.

Većina problema je retka i lako vidljiva, pa se može odmah reagovati i zaustaviti bolest.

## Toksičnost
Za razliku od jestivog graška, postoje dokazi da je seme roda Lathyrus otrovno ako se unese u većoj količini. Lathyrus belinensis se gaji za ljudsku upotrebu, ali takođe u većoj količini izaziva simptome toksičnosti koja izaziva Neurološki poremećaj. U studijama rađenih kod pacova dokazano je da se kod životinja koje su hranjene semenom ukrasnog graška razvila veća količina adrenalina u odnosu na životinje hranjene jestivim graškom.